# Paradela de Guiães
Paradela de Guiães ist ein Ort und eine ehemalige Gemeinde (Freguesia) im Norden Portugals.

## Geschichte
Funde deuten auf eine vorgeschichtliche Besiedlung. Der heutige Ort entstand nach der mittelalterlichen Reconquista und wurde erstmals in den Erhebungen von 1258 erwähnt. Seit mindestens 1698 war es eine eigenständige Kirchengemeinde.
Die Gemeinde gehörte zum Kreis Provesende, bis zu dessen Auflösung 1853. Seither gehört Paradela de Guiães zum Kreis Sabrosa.
Seit den 1960er Jahren ist der Ort von einer starken Abwanderung gekennzeichnet.

## Verwaltung
Paradela de Guiães war Sitz einer Gemeinde im Kreis (Concelho) von Sabrosa im Distrikt Vila Real. Sie hatte 103 Einwohner und eine Fläche von 9,5 km² (Stand 30. Juni 2011).
Zwei Ortschaften gehörten zur Gemeinde:
- Paradela de Guiães
- Queda

Mit der Gebietsreform vom 29. September 2013 wurden die Gemeinden Paradela de Guiães und São Martinho de Anta zur neuen Gemeinde União das Freguesias de São Martinho de Antas e Paradela de Guiães zusammengeschlossen. São Martinho de Anta wurde Sitz der neuen Gemeinde.